# Football Club des Girondins de Bordeaux 2016-2017
Questa voce raccoglie le informazioni riguardanti il Football Club des Girondins de Bordeaux nelle competizioni ufficiali della stagione 2016-2017.

## Stagione

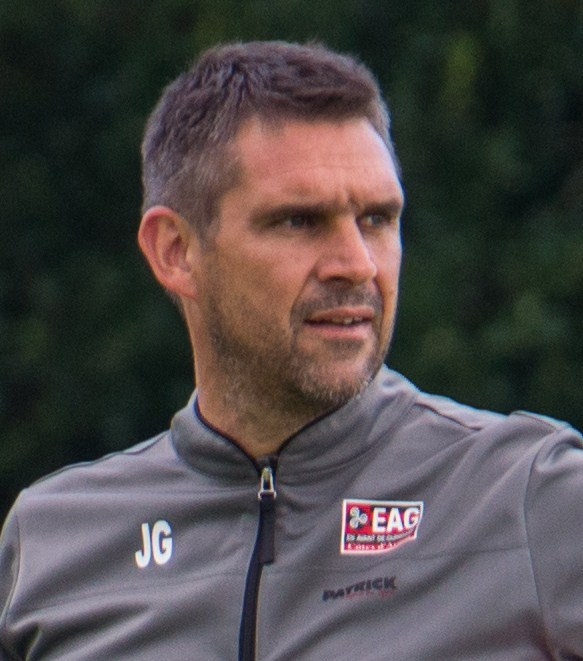
Jocelyn Gourvennec prende il posto di Ramé sulla panchina dei girondini.

In vista della mancata partecipazione ad una competizione europea, l'allenatore ed ex portiere della società per più di un decennio Ulrich Ramé viene esonerato e al suo posto è nominato Jocelyn Gourvennec, allenatore per le passate sei stagioni del Guingamp con la quale ha ottenuto la promozione in massima serie e ha vinto una coppa nazionale. La sessione estiva ha portato nella Gironda l'esperto del Monaco Jérémy Toulalan a parametro zero, l'attaccante del Milan Jérémy Ménez e in prestito dal Paris SG Youssouf Sabaly, mentre lasciano il club Clément Chantôme (destinazione Rennes), Cheick Diabaté, André Poko (ambedue verso il campionato turco), Ludovic Sané (al Werder Brema) e Mathieu Debuchy (non riscattato e pertanto tornato a Londra).
Positivo è il debutto in campionato, nonostante i brividi negli ultimi dieci minuti, con la squadra di Gourvernnec che si impone per 3-2 contro il Saint-Etienne di Galtier in terra amica. Avanti 3-0 fra primo e secondo tempo con i gol di Laborde, Rolan e Malcom, i padroni di casa hanno rischiato di farsi riacciuffare nel finale dai Verts, arrembanti nel recupero con due reti negli ultimi dieci minuti. Dura sconfitta è invece quella subita nella seconda giornata di campionato, nel derby della Garonna contro il Tolosa di Dupraz che si impone 4-1 allo Stade de Toulouse e il gol bandiera per i girondini è siglato dallo svedese Isaac Kiese Thelin in zona Cesarini. Si impongono poi nelle successive due partite, tra cui quella contro il più quotato Lione in terra ostile per 3-1 grazie alle reti di Malcom, Sertic e all'ultimo minuto di Ménez.

## Divise e sponsor
Lo sponsor tecnico per la stagione 2015-2016 è Puma, mentre lo sponsor ufficiale è Kia. La maglia casalinga del Bordeaux (denominata Eighties) si propone di ricordare i fasti degli anni ’80, un decennio d’oro in cui il club conquistò tre campionati, due coppe nazionali e una supercoppa di Francia. Il colore principale è il blu navy, accompagnato da un colletto a polo bianco sotto il quale trova posto la mitica ‘V’ bianca (scapulaire). Il resto della parte frontale è arricchito da una serie di pinstripes bianche su cui è presente lo stemma societario e il logo dello sponsor tecnico. Il retro è interamente blu senza il motivo a righine verticali. La divisa si completa con i pantaloncini bianchi, decorati da una banda blu sui lati, e dai calzettoni blu.
Per la seconda uniforme viene dato omaggio alla regione dell’Aquitania (da inizio annata confluita nella regione Aquitania-Limosino-Poitou-Charentes) e in particolare al costume tipico delle feste del Sud-Ouest, dove i partecipanti si vestono di bianco con una cintura e un foulard rosso. Sulla casacca bianca spiccano l’inserto a ‘V’ rosso e la banda sul bordo inferiore. Sempre in rosso sono lo stemma del Bordeaux e i loghi dello sponsor. I pantaloncini e i calzettoni sono entrambi bianchi con dettagli rossi in contrasto.
La vera sorpresa rimane la terza divisa, che è fedele ai colori blu navy e rosa-viola-fucsia. La peculiarità è dimostrata dalla presenza di immagini sui luoghi simbolo della città (Piazza della Borsa anche in vista notturna, Gran teatro, chiesa di Saint Pierre, Porte Cailhau e altri luoghi). Il colletto è a girocollo e le maniche sono interamente blu. Calzoncini e calzettoni sono abbinati ai colori della maglia.
| Casa | Trasferta | Terza divisa |

## Organigramma societario
Area direttiva
- Presidente: Jean-Louis Triaud
- Amministratore delegato: Catherine Steva
- Direttore generale: Alain Deveseleer
- Direttore generale aggiunto: Vincent Repoux

Area organizzativa
- Segretario generale: David Lafarge
- Direttore dell'organizzazione e della sicurezza: David Lafarge

Area comunicazione
- Responsabile: Aurélie Carrey

Area tecnica
- Direttore sportivo: Jérôme Bonnissel
- Responsabile reclutamento professionale e supervisore: Jérôme Bonnissel
- Direttore centro di formazione: Patrick Battiston
- Responsabile reclutamento giovani: Phillipe Goubet
- Allenatore: Jocelyn Gourvennec
- Allenatore in seconda: Eric Blahic
- Collaboratore tecnico: Ulrich Ramé
- Preparatore dei portieri: Franck Mantaux

Area sanitaria
- Medico sociale: François-Xavier Brochet
- Massaggiatori: David Das Neves, Alexandre Renoux, Jacques Thébault

## Rosa

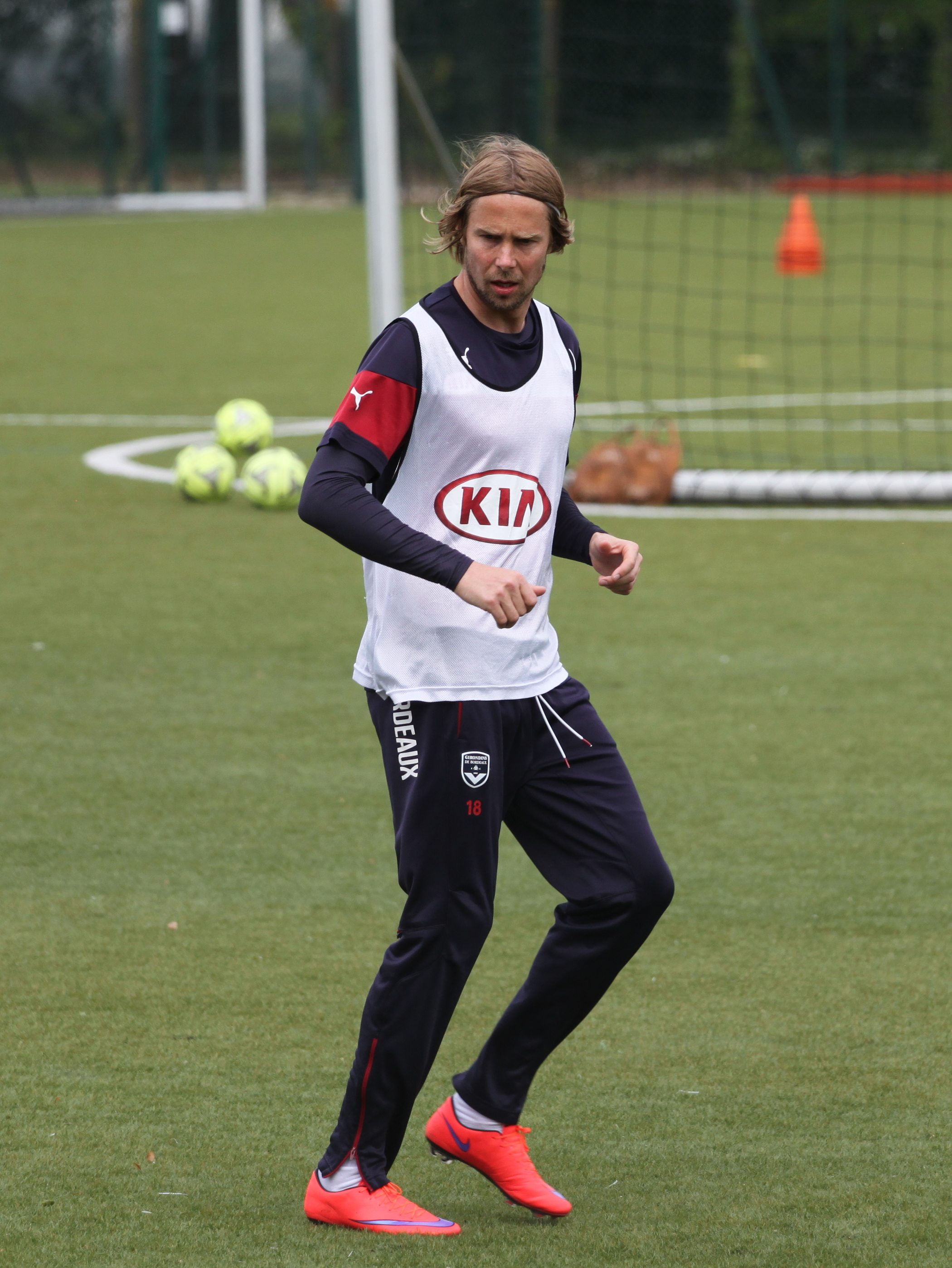
Jaroslav Plašil, capitano dei girondini nella stagione 2016-2017.

Rosa, numerazione e ruoli tratti dal sito web ufficiale della società.
| N. |                     | Ruolo | Calciatore         |
| -- | ------------------- | ----- | ------------------ |
| 1  | Francia (bandiera)  | P     | Paul Bernardoni    |
| 2  | Serbia (bandiera)   | D     | Milan Gajić        |
| 3  | Germania (bandiera) | D     | Diego Contento     |
| 4  | Brasile (bandiera)  | D     | Pablo              |
| 4  | Serbia (bandiera)   | D     | Vukašin Jovanović  |
| 5  | Francia (bandiera)  | D     | Nicolas Pallois    |
| 6  | Senegal (bandiera)  | D     | Ludovic Sané       |
| 6  | Polonia (bandiera)  | D     | Igor Lewczuk       |
| 7  | Francia (bandiera)  | A     | Jérémy Ménez       |
| 8  | Uruguay (bandiera)  | C     | Mauro Arambarri    |
| 9  | Uruguay (bandiera)  | A     | Diego Rolán        |
| 10 | Francia (bandiera)  | A     | Thomas Touré       |
| 11 | Mali (bandiera)     | A     | François Kamano    |
| 12 | Svezia (bandiera)   | A     | Isaac Kiese Thelin |
| 12 | Francia (bandiera)  | C     | Younès Kaabouni    |
| 13 | Senegal (bandiera)  | C     | Younousse Sankharé |
| 14 | Francia (bandiera)  | C     | Jérémy Toulalan    |
| 15 | Mali (bandiera)     | C     | Abdou Traoré       |

| N. |                      | Ruolo | Calciatore            |
| -- | -------------------- | ----- | --------------------- |
| 16 | Francia (bandiera)   | P     | Cédric Carrasso       |
| 17 | Francia (bandiera)   | C     | Adam Ounas            |
| 18 | Rep. Ceca (bandiera) | C     | Jaroslav Plašil (C)   |
| 19 | Francia (bandiera)   | C     | Nicolas Maurice-Belay |
| 20 | Francia (bandiera)   | D     | Youssouf Sabaly       |
| 21 | Francia (bandiera)   | D     | Théo Pellenard        |
| 23 | Argentina (bandiera) | C     | Valentín Vada         |
| 24 | Francia (bandiera)   | A     | Gaëtan Laborde        |
| 25 | Brasile (bandiera)   | C     | Malcom                |
| 26 | Francia (bandiera)   | D     | Frédéric Guilbert     |
| 27 | Francia (bandiera)   | C     | Grégory Sertic        |
| 28 | Francia (bandiera)   | C     | Kévin Soni            |
| 28 | Argentina (bandiera) | D     | Daniel Mancini        |
| 29 | Francia (bandiera)   | D     | Maxime Poundjé        |
| 30 | Francia (bandiera)   | P     | Jérôme Prior          |
| 33 | Francia (bandiera)   | C     | Zaydou Youssouf       |
| 33 | Francia (bandiera)   | A     | Jorris Romil          |

## Calciomercato

### Sessione estiva(dal 09/06 al 31/08)
| Acquisti | Acquisti        | Acquisti       | Acquisti                   |
| R.       | Nome            | da             | Modalità                   |
| -------- | --------------- | -------------- | -------------------------- |
| P        | Paul Bernardoni | Troyes         | riscatto cartellino        |
| D        | Théo Pellenard  | Paris FC       | fine prestito              |
| D        | Igor Lewczuk    | Legia Varsavia | definitivo (1 milione €)   |
| D        | Youssouf Sabaly | PSG            | prestito                   |
| C        | Younès Kaabouni | Red Star       | fine prestito              |
| C        | Jérémy Toulalan |                | svincolato                 |
| A        | François Kamano | Bastia         | definitivo (2,5 milioni €) |
| A        | Gaëtan Laborde  | Clermont       | fine prestito              |
| A        | Jérémy Ménez    |                | svincolato                 |

| Cessioni | Cessioni          | Cessioni            | Cessioni      |
| R.       | Nome              | a                   | Modalità      |
| -------- | ----------------- | ------------------- | ------------- |
| P        | Simon Lefebvre    | Forest Green Rovers | definitivo    |
| D        | Jean Ambrose      |                     | svincolato    |
| D        | Mathieu Debuchy   | Arsenal             | fine prestito |
| D        | Frédéric Guilbert | Caen                | prestito      |
| D        | Ludovic Sané      |                     | svincolato    |
| D        | Cédric Yamberé    | Anži                | prestito      |
| C        | Clément Chantôme  |                     | svincolato    |
| C        | André Biyogo Poko | Karabükspor         | definitivo    |
| C        | Kévin Soni        | Pau                 | prestito      |
| A        | Cheick Diabaté    |                     | svincolato    |
| A        | Enzo Crivelli     | Bastia              | prestito      |
| A        | Hazem Haj Hassen  |                     | definitivo    |
| A        | Jussiê            |                     | svincolato    |

### Sessione invernale(dal 01/01 al 31/01)
| Acquisti | Acquisti           | Acquisti | Acquisti                 |
| R.       | Nome               | da       | Modalità                 |
| -------- | ------------------ | -------- | ------------------------ |
| D        | Vukašin Jovanović  | Zenit    | prestito                 |
| D        | Daniel Mancini     |          | svincolato               |
| D        | Cédric Yamberé     | Anži     | fine prestito            |
| C        | Younousse Sankharé | Lilla    | definitivo (3 milioni €) |

| Cessioni | Cessioni           | Cessioni            | Cessioni   |
| R.       | Nome               | a                   | Modalità   |
| -------- | ------------------ | ------------------- | ---------- |
| D        | Pablo              | Corinthians         | prestito   |
| D        | Cédric Yamberé     | APOEL               | prestito   |
| C        | Isaac Kiese Thelin | Anderlecht          | prestito   |
| C        | Grégory Sertic     | Olympique Marsiglia | definitivo |

## Risultati

### Ligue 1

#### Girone d'andata
| Arbitro: | Jaffredo |

|                                  |           |                           |
| Laborde 13’ Rolán 57’ Malcom 72’ | Marcatori | 81’ Hamouma 89’ Søderlund |

| Arbitro: | Chapron |

|                                         |           |                    |
| Diop 4’ Jullien 9’ Braithwaite 67’, 82’ | Marcatori | 90+1’ Kiese Thelin |

| Arbitro: | Bastien |

|           |           |  |
| Rolán 31’ | Marcatori |  |

| Arbitro: | Buquet |

|           |           |                                   |
| Kalulu 2’ | Marcatori | 33’ Malcom 71’ Sertic 90+1’ Ménez |

| Arbitro: | Thual |

|  |           |                 |
|  | Marcatori | 38’ Toko Ekambi |

| Arbitro: | Lesage |

|  |           |                                         |
|  | Marcatori | 36’ Malcom 71’ Laborde 76’ Kiese Thelin |

| Bordeaux 24 settembre 2016, ore 20:00 CEST 7ª giornata | Bordeaux | 0 – 0 referto | Caen | Stade Matmut-Atlantique (17.476 spett.)\| Arbitro: \| Abed \| |
| Arbitro:                                               | Abed     |               |      |                                                               |

| Arbitro: | Gautier |

|                |           |  |
| Cavani 3’, 30’ | Marcatori |  |

| Arbitro: | Millot |

|                     |           |             |
| Contento 44’ (aut.) | Marcatori | 66’ Pallois |

| Arbitro: | Lannoy |

|           |           |           |
| Menez 55’ | Marcatori | 74’ Koura |

| Marsiglia 30 ottobre 2016, ore 20:45 CET 11ª giornata | Olympique Marsiglia | 0 – 0 referto | Bordeaux | Staded Vélodrome (57.091 spett.)\| Arbitro: \| Rainville \| |
| Arbitro:                                              | Rainville           |               |          |                                                             |

| Arbitro: | Abed |

|                      |           |                  |
| Kamano 28’ Rolán 73’ | Marcatori | 62’ (aut.) Prior |

| Arbitro: | Chapron |

|              |           |             |
| Briand 90+3’ | Marcatori | 23’ Lewczuk |

| Arbitro: | Varela |

|                             |           |                       |
| Rolán 49’ Kamano 88’, 90+3’ | Marcatori | 44’ Abeid 63’ Tavares |

| Arbitro: | Desiage |

|             |           |             |
| Bifouma 49’ | Marcatori | 78’ Laborde |

| Arbitro: | Buquet |

|  |           |                 |
|  | Marcatori | 44’ de Préville |

| Arbitro: | Bastien |

|  |           |                                      |
|  | Marcatori | 2’ Sidibé 4’, 50’, 64’ (rig.) Falcao |

| Arbitro: | Schneider |

|                                                |           |  |
| Lasne 13’ Sessègnon 20’ Mounié 84’ Sylla 90+2’ | Marcatori |  |

| Bordeaux 21 dicembre 2016, ore 20:50 CET 19ª giornata | Bordeaux | 0 – 0 referto | Nizza | Stade Matmut-Atlantique (27.614 spett.)\| Arbitro: \| Lesage \| |
| Arbitro:                                              | Lesage   |               |       |                                                                 |

#### Girone di ritorno
| Arbitro: | Hamel |

|            |           |                       |
| Traoré 14’ | Marcatori | 27’ (aut.) Santamaria |

| Arbitro: | Letexier |

|         |           |  |
| Vada 1’ | Marcatori |  |

| Arbitro: | Brisard |

|  |           |                               |
|  | Marcatori | 68’ (aut.) Cuffaut 88’ Malcom |

| Arbitro: | Desiage |

|           |           |              |
| Menez 56’ | Marcatori | 69’ Gourcuff |

| Arbitro: | Bastien |

|  |           |                                      |
|  | Marcatori | 11’ Rolán 22’, 63’ Kamano 90’ Plašil |

| Arbitro: | Rainville |

|  |           |                             |
|  | Marcatori | 6’, 48’ Cavani 41’ Di María |

| Arbitro: | Hamel |

|                                    |           |  |
| Kamano 13’ Pallois 43’ Laborde 71’ | Marcatori |  |

| Arbitro: | Desiage |

|                                 |           |                         |
| dé Preville 66’ (rig.) Éder 67’ | Marcatori | 16’ Vada 78’, 82’ Ounas |

| Arbitro: | Schneider |

|          |           |             |
| Vada 17’ | Marcatori | 78’ Mammana |

| Arbitro: | Buquet |

|                         |           |           |
| Mbappé 68’ Moutinho 74’ | Marcatori | 84’ Rolán |

| Arbitro: | Varela |

|                                                        |           |                      |
| Rolán 25’, 77’ Sankharé 30’ Vada 32’ (rig.) Malcom 90’ | Marcatori | 47’ (rig.) Boudebouz |

| Arbitro: | Bastien |

|                                   |           |            |
| Balotelli 16’ (rig.) Eysseric 27’ | Marcatori | 9’ Laborde |

| Arbitro: | Desiage |

|                                 |           |  |
| Malcom 14’ Vada 50’ (rig.), 52’ | Marcatori |  |

| Arbitro: | Letexier |

|  |           |              |
|  | Marcatori | 65’ Sankharé |

| Arbitro: | Chapron |

|                         |           |  |
| Malcom 55’ Sankharé 69’ | Marcatori |  |

| Digione 30 aprile 2017, ore 17:00 CEST 35ª giornata | Digione | 0 – 0 referto | Bordeaux | Stade Gaston-Gérard (12.596 spett.)\| Arbitro: \| Varela \| |
| Arbitro:                                            | Varela  |               |          |                                                             |

| Arbitro: | Schneider |

|                     |           |                              |
| Berič 45’ Pajot 65’ | Marcatori | 42’ (rig.) Ounas 50’ Laborde |

| Arbitro: | Turpin |

|          |           |           |
| Rolán 2’ | Marcatori | 59’ Gomis |

| Arbitro: | Gautier |

|             |           |             |
| Le Goff 69’ | Marcatori | 7’ Sankharé |

### Coupe de France

#### Fase a eliminazione diretta
| Arbitro: | Abed |

|  |           |            |
|  | Marcatori | 87’ Malcom |

| Arbitro: | Lesage |

|                          |           |           |
| Malcom 53’ Laborde 90+2’ | Marcatori | 83’ Diony |

| Arbitro: | Lesage |

|                  |           |             |
| Laborde 61’, 72’ | Marcatori | 47’ Jeannot |

| Arbitro: | Gautier |

|                        |           |              |
| Bérigaud 8’ N'Doye 67’ | Marcatori | 18’ Sankharé |

### Coupe de la Ligue

#### Fase a eliminazione diretta
| Arbitro: | Jochem |

|  |           |                |
|  | Marcatori | 40’, 84’ Ounas |

| Arbitro: | Letexier |

|                             |           |                               |
| Plašil 14’ Laborde 22’, 55’ | Marcatori | 42’ Pléa 83’ (rig.) Balotelli |

| Arbitro: | Buquet |

|                             |           |                        |
| Kamano 16’ Laborde 36’, 65’ | Marcatori | 11’ Privat 88’ Benezet |

| Arbitro: | Turpin |

|           |           |                                   |
| Rolán 32’ | Marcatori | 19’, 81’ Di María 60’, 74’ Cavani |

## Statistiche

### Statistiche di squadra
| Competizione      | Punti | In casa | In casa | In casa | In casa | In casa | In casa | In trasferta | In trasferta | In trasferta | In trasferta | In trasferta | In trasferta | Totale | Totale | Totale | Totale | Totale | Totale | DR  |
| Competizione      | Punti | G       | V       | N       | P       | Gf      | Gs      | G            | V            | N            | P            | Gf           | Gs           | G      | V      | N      | P      | Gf     | Gs     | DR  |
| ----------------- | ----- | ------- | ------- | ------- | ------- | ------- | ------- | ------------ | ------------ | ------------ | ------------ | ------------ | ------------ | ------ | ------ | ------ | ------ | ------ | ------ | --- |
| Ligue 1           | 59    | 19      | 9       | 6       | 4       | 27      | 19      | 19           | 6            | 8            | 5            | 26           | 24           | 38     | 15     | 14     | 9      | 53     | 43     | +10 |
| Coupe de France   | -     | 2       | 2       | 0       | 0       | 4       | 2       | 2            | 1            | 0            | 1            | 2            | 2            | 4      | 3      | 0      | 1      | 6      | 4      | +2  |
| Coupe de la Ligue | -     | 3       | 2       | 0       | 1       | 7       | 8       | 1            | 1            | 0            | 0            | 2            | 0            | 4      | 3      | 0      | 1      | 9      | 8      | +1  |
| Totale            | -     | 24      | 13      | 6       | 5       | 38      | 29      | 22           | 8            | 8            | 6            | 30           | 26           | 46     | 21     | 14     | 11     | 68     | 55     | +13 |

### Andamento in campionato
| Giornata  | 1 | 2  | 3 | 4 | 5 | 6 | 7 | 8 | 9 | 10 | 11 | 12 | 13 | 14 | 15 | 16 | 17 | 18 | 19 | 20 | 21 | 22 | 23 | 24 | 25 | 26 | 27 | 28 | 29 | 30 | 31 | 32 | 33 | 34 | 35 | 36 | 37 | 38 |
| --------- | - | -- | - | - | - | - | - | - | - | -- | -- | -- | -- | -- | -- | -- | -- | -- | -- | -- | -- | -- | -- | -- | -- | -- | -- | -- | -- | -- | -- | -- | -- | -- | -- | -- | -- | -- |
| Luogo     | C | T  | C | T | C | T | C | T | T | C  | T  | C  | T  | C  | T  | C  | C  | T  | C  | T  | C  | T  | C  | T  | C  | C  | T  | C  | T  | C  | T  | C  | T  | C  | T  | T  | C  | T  |
| Risultato | V | P  | V | V | P | V | N | P | N | N  | N  | V  | N  | V  | N  | P  | P  | P  | N  | N  | V  | V  | N  | V  | P  | V  | V  | N  | P  | V  | P  | V  | V  | V  | N  | N  | N  | N  |
| Posizione | 2 | 14 | 8 | 4 | 5 | 4 | 5 | 6 | 6 | 8  | 9  | 8  | 7  | 6  | 5  | 7  | 10 | 10 | 10 | 10 | 9  | 7  | 7  | 7  | 7  | 7  | 5  | 5  | 6  | 6  | 6  | 5  | 5  | 4  | 5  | 6  | 6  | 6  |

Fonte:  Classements, su lfp.fr, LFP.
Legenda:

Luogo: C = Casa; T = Trasferta. Risultato: V = Vittoria; N = Pareggio; P = Sconfitta.

### Statistiche dei giocatori
| Giocatore        | Ligue 1  | Ligue 1 | Ligue 1     | Ligue 1    | Coupe de France Coupe de la Ligue | Coupe de France Coupe de la Ligue | Coupe de France Coupe de la Ligue | Coupe de France Coupe de la Ligue | Totale   | Totale | Totale      | Totale     |
| Giocatore        | Presenze | Reti    | Ammonizioni | Espulsioni | Presenze                          | Reti                              | Ammonizioni                       | Espulsioni                        | Presenze | Reti   | Ammonizioni | Espulsioni |
| ---------------- | -------- | ------- | ----------- | ---------- | --------------------------------- | --------------------------------- | --------------------------------- | --------------------------------- | -------- | ------ | ----------- | ---------- |
| M. Arambarri     | 4        | 0       | 0           | 0          | 2+0                               | 0                                 | 0                                 | 0                                 | 6        | 0      | 0           | 0          |
| P. Bernardoni    | 0        | -0      | 0           | 0          | 0                                 | -0                                | 0                                 | 0                                 | 0        | -0     | 0           | 0          |
| C. Carrasso      | 24       | -22     | 0           | 0          | 3+0                               | -4                                | 0                                 | 0                                 | 27       | -26    | 0           | 0          |
| D. Contento      | 25       | 0       | 2           | 0          | 1+1                               | 0                                 | 0                                 | 0                                 | 27       | 0      | 2           | 0          |
| M. Gajić         | 14       | 0       | 5           | 0          | 4+3                               | 0                                 | 0+1                               | 0                                 | 21       | 0      | 6           | 0          |
| F. Guilbert      | 3        | 0       | 0           | 0          | -                                 | -                                 | -                                 | -                                 | 3        | 0      | 0           | 0          |
| V. Jovanović     | 8        | 0       | 3           | 0          | 1+0                               | 0                                 | 1+0                               | 0                                 | 9        | 0      | 4           | 0          |
| Y. Kaabouni      | 0        | 0       | 0           | 0          | -                                 | -                                 | -                                 | -                                 | 0        | 0      | 0           | 0          |
| F. Kamano        | 30       | 6       | 4           | 0          | 4+3                               | 0+2                               | 0                                 | 0                                 | 37       | 8      | 4           | 0          |
| I. Kiese Thelin  | 7        | 2       | 1           | 0          | 0+2                               | 0                                 | 0                                 | 0                                 | 9        | 2      | 1           | 0          |
| G. Laborde       | 36       | 6       | 3           | 0          | 4+2                               | 3+4                               | 0+1                               | 0                                 | 42       | 13     | 4           | 0          |
| I. Lewczuk       | 25       | 1       | 3           | 0          | 4+4                               | 0                                 | 1+0                               | 0                                 | 33       | 1      | 4           | 0          |
| Malcom           | 37       | 7       | 2           | 0          | 4+4                               | 2+0                               | 0                                 | 0                                 | 45       | 9      | 2           | 0          |
| D. Mancini       | -        | -       | -           | -          | -                                 | -                                 | -                                 | -                                 | -        | -      | -           | -          |
| N. Maurice-Belay | 0        | 0       | 0           | 0          | -                                 | -                                 | -                                 | -                                 | 0        | 0      | 0           | 0          |
| J. Menez         | 26       | 3       | 4           | 1          | 3+2                               | 0                                 | 1+0                               | 0                                 | 31       | 3      | 5           | 1          |
| K. Ounas         | 26       | 3       | 5           | 1          | 2+2                               | 0+1                               | 0                                 | 0                                 | 30       | 4      | 5           | 1          |
| Pablo            | 0        | 0       | 0           | 0          | 0                                 | 0                                 | 0                                 | 0                                 | 0        | 0      | 0           | 0          |
| N. Pallois       | 31       | 2       | 10          | 2          | 4+4                               | 0                                 | 0                                 | 0                                 | 39       | 2      | 10          | 2          |
| T. Pellenard     | 6        | 0       | 1           | 0          | 2+1                               | 0                                 | 0+1                               | 0                                 | 9        | 0      | 2           | 0          |
| J. Plašil        | 37       | 1       | 2           | 0          | 4+4                               | 0+1                               | 0                                 | 0                                 | 45       | 2      | 2           | 0          |
| M. Poundjé       | 7        | 0       | 0           | 0          | 1+2                               | 0                                 | 0                                 | 0                                 | 10       | 0      | 0           | 0          |
| J. Prior         | 14       | -21     | 0           | 0          | 1+4                               | -8                                | 0                                 | 0                                 | 19       | -29    | 0           | 0          |
| D. Rolán         | 29       | 9       | 3           | 1          | 2+2                               | 0+1                               | 0                                 | 0                                 | 33       | 10     | 3           | 1          |
| J. Romil         | 0        | 0       | 0           | 0          | 0+1                               | 0                                 | 0                                 | 0                                 | 1        | 0      | 0           | 0          |
| Y. Sabaly        | 30       | 0       | 3           | 0          | 1+2                               | 0                                 | 0                                 | 0                                 | 33       | 0      | 3           | 0          |
| Y. Sankharé      | 16       | 4       | 2           | 0          | 2+0                               | 1+0                               | 0                                 | 0                                 | 18       | 5      | 2           | 0          |
| L. Sané          | -        | -       | -           | -          | -                                 | -                                 | -                                 | -                                 | -        | -      | -           | -          |
| G. Sertic        | 17       | 1       | 2           | 0          | 1+1                               | 0                                 | 0                                 | 0                                 | 19       | 1      | 2           | 0          |
| K. Soni          | -        | -       | -           | -          | -                                 | -                                 | -                                 | -                                 | -        | -      | -           | -          |
| J. Toulalan      | 30       | 0       | 5           | 0          | 3+3                               | 0                                 | 0                                 | 0                                 | 36       | 0      | 5           | 0          |
| T. Touré         | 6        | 0       | 2           | 0          | -                                 | -                                 | -                                 | -                                 | 6        | 0      | 2           | 0          |
| A. Traoré        | 6        | 0       | 0           | 0          | 0+4                               | 0                                 | 0                                 | 0                                 | 10       | 0      | 0           | 0          |
| Z. Youssouf      | 2        | 0       | 0           | 0          | 0+1                               | 0                                 | 0                                 | 0                                 | 3        | 0      | 0           | 0          |
| V. Vada          | 28       | 6       | 4           | 0          | 2+4                               | 0                                 | 0+1                               | 0                                 | 34       | 6      | 5           | 0          |